# Letiště Takamacu
Letiště Takamacu (japonsky 高松空港 – Takamacu kúkó, IATA: TAK, ICAO: RJOT) je mezinárodní letiště u města Takamacu v prefektuře Kagawa v Japonsku. Leží ve vzdálenosti přibližně patnácti kilometrů jihozápadně od centra Takamacu.
Nejvýznamnějšími dopravci tohoto letiště jsou All Nippon Airways a Japan Airlines (2017).